# Steven McGarry
Steven Thomas McGarry (ur. 29 września 1979 w Paisley) – szkocki piłkarz występujący na pozycji pomocnika.

## Kariera
Piłkarz swoją karierę rozpoczął w 1996 roku, w klubie St. Mirren FC. Grał tam przez sześć lat, rozegrał 151 spotkań, strzelił 25 bramek. W 2002 został wypożyczony do Boston United F.C., gdzie rozegrał sześć meczów.
Od 2002 do 2006 grał dla Ross County F.C. Brał udział w 102 meczach, strzelając w nich 13 goli. Od 2006 do 2010 roku był zawodnikiem Motherwell F.C., gdzie rozegrał 89 spotkań i strzelił 3 gole. W 2010 roku odszedł do Perth Glory. Następnie występował w zespołacj Gwelup Croatia oraz ECU Joondalup SC.
W swojej karierze rozegrał 122 spotkania i zdobył 6 bramek w Scottish Premier League.